# 歳川隆雄
歳川 隆雄（としかわ たかお、1947年4月23日 - ）は、日本のジャーナリスト。

## 経歴
東京都出身。上智大学文学部英文学科中退。週刊誌記者を経て、フリーライターになる。1986年「TOKYO INSIDELINE」編集長、1993年「INSIDELINE」編集長になる。「The Oriental Economist Report」東京支局長も務める。ペンネーム「五島隆夫」名義での著作あり。

## 出演番組

### テレビ
- 朝まで生テレビ!
- 激論!クロスファイア

### ラジオ
- ザ・ボイス そこまで言うか!